# Fredriksskans IP
Fredriksskans IP är en idrottsarena belägen i centrala Kalmar. Den är hemmaplan för Kalmar SK, Ängö BK och Kalmar AIK FK. 1919-2010 var den även hemmaplan för Kalmar FF. Arenan är både en fotbollsarena och friidrottsarena. Plats finns för 9 000 personer vid sportevenemang. Fördelningen är cirka hälften ståplatser och hälften sittplatser

## Historik
Arenan är anlagd vid den militära skans i Kalmar fästning från 1600-talet, som uppkallades efter konung Fredrik I. Det officiella namnet var från början bara Kalmar Idrottspark, men byttes 1943 till Fredriksskans. Vilket platsen då redan hade kallats i folkmun i åratal.  
Själva projekteringen pågick 1917-1919, men föregicks av häftiga diskussioner i kommunfullmäktige om huruvida arenan skulle placeras på sin nuvarande plats eller i Kalmarsundsparken. Till slut enades fullmäktige i oktober 1917 om att skjuta till 10 000 kronor till projektet (motsvarar cirka 300 000 SEK i 2020 års penningvärde) och att platsen skulle vara vid den gamla skansen, eftersom den placering i Kalmarsundsparken skulle störa griftefriden vid den gamla kyrkogården där. Kommunens pengar räckte dock inte och ett flertal företag och privatpersoner fick också donera. Den enskilt största donationen kom från Ivar Krueger som donerade cirka en miljon kronor i dagens penningvärde (2019). 
När arenan var klar 1919 ansågs den supermodern och i toppskiktet av svenska idrottsplatser. Men utan tillräckligt underhåll förföll den relativt snabbt. Olympiska guldmedaljören William Björneman konstaterade i en insändare i Barometern 1925 att arenan förfallit på grund av bristande underhåll. 
Under tändsticksfabrikör Jeanssons inseende rustades arenan upp lagom till seriefinalen i Sydsvenska serien mellan Kalmar FF och IFK Malmö i maj 1928, då det även slogs ett nytt publikrekord med 3193 betalande åskådare. Samma år 1928, byggdes även tennishallen som ju idag kallas Gymnasten och sedan 1988 är Kalmar GFs lokaler.. Nuvarande publikrekordet är 15 243 åskådare och sattes i en match mellan Kalmar FF och Malmö FF år 1949.  Nuvarande södra huvudläktaren byggdes till den allsvenska premiären 1976. Den nuvarande norra huvudläktaren till seriepremiären 1995 

## Större matcher och publikrekord
Fredriksskans har varit värd för finalen i Svenska cupen i fotboll två gånger, 2007 och 2008. 1966 var Fredriksskans värd för finalen i HKH Kronprinsens pokal då Stagneliusskolan i finalen besegrade Tingvallagymnasiet med 7-0.  Nuvarande publikrekordet vid idrottsevenemang är 15 243 åskådare och sattes i en match mellan Kalmar FF och Malmö FF år 1949. Publikrekordet vid en konsert är 16 233, satt i samband med ett framträdande av Håkan Hellström den 14 juli 2023.

## I modern tid
Förutom den läktarförsedda gräsplanen, fanns tidigare ytterligare en gräsplan samt en plan med konstgräs. Dessa planer försvann dock när en stor del av Fredriksskansområdet byggdes om till en ny stadsdel med bostäder år 2020. Huvudarenan med läktare finns emellertid kvar och används fortfarande. I juni 2020, 10 år efter senaste allsvenska matchen, blev Fredriksskans återigen värd för en allsvensk match. Detta skedde i samband med att Guldfågeln Arena lade om sin gräsmatta i upptakten av allsvenskan.
Under tidigt 2000-tal fanns planer på att rusta upp Fredriksskans till så hög standard att europeiska cupmatcher I fotboll kan hållas där. Men nu är istället en helt ny fotbollsarena uppförd i området Hansa City, vid den gamla Volvo-fabriken. Den nya arenans namn är Guldfågeln Arena och den har plats för 12 150 personer på en allsvensk match. Istället för europeiska cupmatcher på Fredriksskans satsar kommunen under 2021 för att göra Fredriksskans till en konserterna för 20000-25000 åskådare.   Planerna på konsertanpassning ska inte avveckla Fredriksskans som idrottsarena utan planer finns på renovering av löparbanorna, södra läktaren och kiosken.